# Caesarion (roman)
Caesarion is een roman uit 2009 van Tommy Wieringa.
De hoofdpersoon Ludwig Unger, is, net als de historische Caesarion, geboren in Alexandrië en is een zoon van twee zeer omstreden beroemdheden. Zijn gevluchte Oostenrijkse vader is een geschifte kunstenaar. Ludwig woonde met zijn Nederlandse moeder op een eroderende klif in Alburgh, Oost-Engeland, totdat hun huis in zee verdwijnt. Door een videocassette komt hij erachter dat zijn moeder een bekende pornoactrice is. Na de dood van zijn moeder vindt hij zijn verdwenen vader op in het vrijwel ontoegankelijke grensgebied van Panama en Colombia. Met hangende pootjes keert hij weggestuurd terug naar Alburgh voor de begrafenis van zijn oude buurman met twee weduwes.